# Hans Peterburs
Hans Peterburs (Herne, Alemanha, 9 de outubro de 1912 - 11 de janeiro de 1944, Salerno, Itália) foi um piloto alemão da Luftwaffe durante a Segunda Guerra Mundial. Voou cerca de 300 missões de combate, nas quais abateu 18 aeronaves inimigas, o que fez dele um ás da aviação; no solo, destruiu também 19 tanques e 26 aeronaves inimigas. Foi morto em combate por caças da Royal Air Force, no dia 11 de Janeiro de 1944, perto de Salerno, na Itália.